# Charles II Frédéric de Montmorency-Luxembourg
Pour les articles homonymes, voir Charles de Montmorency.
Pour les autres membres de la famille, voir famille Montmorency.
Charles II François Frédéric de Montmorency (31 décembre 1702 - 18 mai 1764), huitième duc de Piney-Luxembourg et deuxième duc de Montmorency (Beaufort), prince d'Aigremont et de Tingry, comte de Bouteville, de Lassé, de Dangu et de Luxe, pair de France, maréchal de France en 1757 et gouverneur de Normandie en 1726. Il était fils de Charles Ier François Frédéric de Montmorency-Luxembourg et petit-fils du fameux maréchal de Luxembourg. Sa mère était Marie-Gilonne Gillier de Clérembault, fille de René. C'est lui qui donnait asile à Rousseau au "petit-château" à Montmorency pendant les années 1759-1762 (domaine qui fut à Charles Le Brun et à Pierre Crozat ; à distinguer d'un autre séjour de Rousseau à Montmorency : Mont-Louis, offert précédemment par monsieur Mathas, procureur fiscal du prince de Condé) quand, brouillé avec Madame d'Epinay, sa protectrice, Jean-Jacques fut contraint de quitter la petite maison de l'Ermitage qu'elle lui avait offerte comme refuge (dans son domaine de Deuil, à une lieue de son château de La Chevrette).

## Mariage et descendance
Charles François, épouse le 9 janvier 1724 Marie-Sophie Colbert (22 décembre 1711 - rue Neuve-des-Petits-Champs, Paris † 29 octobre 1747), marquise de Seignelay, comtesse de Tancarville et dame de Gournay, petite-fille de Jean-Baptiste de Seignelay. Ils eurent 2 enfants :
- Anne-Maurice (? - 1760) épouse le 26 février 1745 Anne Louis Alexandre de Montmorency, prince de Robecq, grand d'Espagne
- Anne François de Montmorency-Luxembourg (1735-1761), duc de Montmorency (Beaufort) (par courtoisie), baron de Jaucourt, comte de Tancarville et de Gournay, marquis de Seignelay

Charles François Frédéric épouse en secondes noces en 1750 Madeleine Angélique de Neufville de Villeroy (1707 † 1787), veuve du duc de Boufflers et fille de Louis-Nicolas VI duc de Villeroy.
Son fils et héritier Anne François meurt avant lui. Le titre de duc de Piney-Luxembourg passe alors à son petit-cousin Anne Charles de Montmorency-Luxembourg duc de Châtillon, et le titre de duc de Montmorency à sa petite-fille Charlotte Anne Françoise de Montmorency-Luxembourg, fille d'Anne François, et à son mari Anne Léon II de Montmorency-Fosseux (branche aînée des Montmorency).

## Armoiries
| Figure | Nom du prince et blasonnement |
|        | Armes de Charles François Frédéric de Montmorency-Luxembourg (1702-1764), Duc de Beaufort (dit « de Montmorency »), puis de Piney (dit « de Luxembourg ») et pair de France, prince de Tingry, maréchal de France, Capitaine des Gardes du corps du roi, Chevalier du Saint-Esprit (reçu le 1er janvier 1744) D'or à la croix de gueules cantonnée de seize alérions d'azur ordonnés 2 et 2, sur le tout d'argent au lion de gueules armé, lampassé et couronné d'or. |